# NGC 6371
NGC 6371 é uma galáxia espiral (S?) localizada na direcção da constelação de Hercules. Possui uma declinação de +26° 30' 18" e uma ascensão recta de 17 horas, 27 minutos e 20,6 segundos.
A galáxia NGC 6371 foi descoberta em 24 de Junho de 1864 por Albert Marth.